# Giglio Panza
Giglio Panza (Casanova Elvo, 11 ottobre 1913 – Torino, 7 dicembre 1991) è stato un giornalista italiano.

## Biografia
Veniva considerato una penna particolarmente "tecnica" forse anche in virtù dei suoi trascorsi giovanili come calciatore di buon talento, tanto da essere arrivato a militare nella formazione Primavera del Torino. Instaurò una forte amicizia con il grande bomber Guglielmo Gabetto, con il quale condivise l'esperienza del servizio militare durante la guerra. Un legame strinse anche con Raf Vallone, che contribuì a far entrare nel Torino e con il quale fondò una società di calcio.
Lasciò lo sport praticato per dedicarsi a raccontarlo; iniziò presso Paese Sportivo, passò quindi alla Gazzetta del Popolo, poi ancora giovane fu richiamato a Paese Sportivo in veste di direttore (dove ebbe la ventura di assumere il giovane aspirante giornalista Diego Novelli, in seguito Sindaco di Torino).
Preferì in seguito passare alla redazione sportiva de l'Unità, e dopo svariate altre esperienze entrò in Tuttosport nel 1951, chiamato da "Carlin" Bergoglio. Nel 1952 prese il tesserino come giornalista professionista.
Nel 1961 divenne direttore, restandolo fino al 1974: ancora oggi la sua è la direzione più lunga della storia della testata.

Presso il quotidiano sportivo torinese affinò il proprio talento e vide crescere la propria fama; intraprese svariate iniziative personali e continuò a scrivere anche dopo il pensionamento.

Morì a Torino, sua città adottiva, nel 1991. 
Esponente di quella stirpe di giornalisti sportivi italiani riconosciuta per il suo enorme e difficilmente ripetibile valore, comprendente i vari Brera, Dardanello, Caminiti, Ghirelli, Palumbo, Carlin, Carosio, fu amico degli altri colleghi più in vista dell'epoca, e in particolare dello stesso Gianni Brera, che lo soprannominava affettuosamente "Barba Gil".
Riconosciuto come proprio "maestro" da molte celebri firme del panorama giornalistico italiano, come ad esempio Gian Paolo Ormezzano, Pier Cesare Baretti o Guido Quaranta, si fece unanimemente apprezzare per la sua competenza ma in gran parte pure per le sue misura e pacatezza, nonché per una grande carica umana; il suo amore per il Toro non ne offuscò mai l'obiettività del giudizio.

## Riconoscimenti
Conferma della stima di cui godette fu la presidenza di giuria dello storico premio CONI-USSI che lo stesso Comitato Olimpico gli assegnò; il medesimo premio fu peraltro conferito allo stesso Panza, nel 1985. Nel 1973, l'organizzazione del Torneo di Viareggio conferì a lui il premio "Bruno Roghi" al miglior giornalista sportivo italiano.
Nel calcio giovanile, esiste fin dall'anno seguente la sua scomparsa un torneo lui dedicato, per l'appunto il "Memorial Giglio Panza", indetto dalla società torinese Vanchiglia per la categoria Giovanissimi Nazionali, mentre il classico torneo Maggioni-Righi (categoria Allievi Nazionali) assegna ogni anno il premio fair-play "Giglio Panza" alla società che si distingue per la condotta più corretta e leale.

## Opere
- A. C. Torino - Il Torino e la sua leggenda, Firenze, Edi Grafica, 1977.
- La storia del Torino, con Bruno Perucca-Gianni Romeo-Bruno Colombero, Firenze, La casa dello Sport, 1985.
- Super Toro, con AA.VV., Torino, G.B.G., 1976
- Indimenticabile Grande Torino, con AA.VV., Torino, Torino Calcio, 1989.
- La leggenda non muore, con AA.VV., Torino, Tuttosport, 1989.
- Prefazione a Carlo Filogamo (a cura di), Spada, sciabola, fioretto, Milano, Sperling & Kupfer, 1970.
- Prefazione a Nereo Ferlat, L'ultima curva: la tragedia dello stadio Heysel, Torino, Corsi, 1985.
- Prefazione a Comitato Permanente Lorentini-Conti, Lo sport: un impegno contro la droga, Cambiano, Corsi, 1988.